# مركز البحوث الاستراتيجية (إيران)
مركز البحوث الاستراتيجية (بالفارسية: مرکز تحقیقات استراتژیک) هو إحدى مراكز الفكر الإيراني الرائدة في القضايا الاستراتيجية. وهو الذراع البحثي لمجلس تشخيص مصلحة النظام في الدولة الإيرانية. يشغل البروفيسور محمد رضا مجيدي منصب رئيس المركز الحالي. خلفًا للرئيس علي أكبر ولايتي الذي حل محل الرئيس السابق حسن روحاني، (رئيس إيران السابق). تأسس المركز في عام 1989. ويصدر عنه عدة دوريات منها: مجلة العلاقات الخارجية الفصلية، ومجلة راهبورد (استراتيجية) باللغة الفارسية، والمجلة الإيرانية للشؤون الخارجية باللغة الإنجليزية.

## الأقسام
يضم مركز البحوث الاستراتيجية ستة أقسام تابعة لها:
- قسم البحوث السياسية والعلاقات الدولية (يصدر هذا القسم ثلاث مجلات علمية: مجلة العلاقات الخارجية الفصلية، مجلة الإستراتيجية الفصلية، المجلة الإيرانية للشؤون الخارجية).
- قسم بحوث البنية التحتية والإنتاج (ينشر هذا القسم تقرير "كزاريش راهبوردي "( الاستراتيجي)
- قسم البحوث الاقتصادية (ينشر هذا القسم تقرير "گزارش پژوهش‌های اقتصادی" (البحوث الاقتصادية)
- قسم البحوث الثقافية (يقوم هذا القسم بنشر تقارير "گزارشات راهبوردی" ( الاستراتيجية)
- قسم البحوث القانونية والدراسات الفقهية (ينشر: "گزارش راهبوردی" (تقرير استراتيجي)
- الإدارة التنفيذية والمعلومات

## شخصيات

### الرؤساء
- محمد موسوي خوينيها[الإنجليزية] (1989–1992)
- حسن روحاني (1992–2013)
- علي أكبر ولايتي (2013–2017)

### الباحثون
- سعيد حجاريان[الإنجليزية]

## روابط خارجية
- الموقع الرسمي